# Circuit du Luc
Der Circuit du Luc, auch Circuit du Var, ist eine Motorsport-Rennstrecke im Département Var in der Region Provence-Alpes-Côte d’Azur in Frankreich. Sie liegt etwa 5 km südlich der namensgebenden Gemeinde Le Luc nahe der dortigen Autobahn.

## Geschichte
Die Geschichte der Strecke hat ihren Ursprung in den 1960er Jahren. Zwei Männer namens Eugène Rebollo und Marc Fabetto gründeten damals eine Firma, mit dem Ziel, eine permanente Rennstrecke im Süden Frankreichs zu erbauen. 1965 wurde der Kurs erbaut und eröffnet, zuerst noch auf Untergrund aus Erde angelegt, später dann asphaltiert. Die Anfänge gestalteten sich schwierig und in den 1970er Jahren musste jeglicher Rennbetrieb vorübergehend eingestellt werden. Nachdem die Firma im Jahr 1978 aufgelöst worden war, kam die Strecke in den Besitz der verschiedenen Gemeinden und Départements. 51 % der Strecke gehören seitdem dem Département Var, 47 % der Gemeine Luc und 2 % der Gemeinde Mayons. Diese sind seitdem für die Rennstrecke verantwortlich.
Bekanntheit erreichte der Kurs in den 1980er Jahren, als das Formel-1-Team AGS ihn als Teststrecke für die Rennwagen nutzte. 1989 wurde eine zusätzliche Streckenschleife im Osten hinzugefügt, die seitdem als Motorradvariante benutzt wird, da die zusätzlichen Kurven die Geschwindigkeit der Motorräder einbremsen.
2010 wurde der Kurs von der nationalen Kommission anerkannt und für alle Fahrzeugklassen genehmigt.

## Kurs
Der Kurs ist 2,4 Kilometer lang, 9 Meter breit und umfasst 10 Kurven. Die, trotz entsprechender Gasse, nicht vorhandenen Boxen sind durch ein Fahrerlager ersetzt. Seit der Homologation 2010 betragen die maximal zulässigen Feldgrößen für Veranstaltungen 16 Formelwagen bzw. 24 Tourenwagen oder GT bzw. 36 Motorräder oder 20 Seitenwagen die gleichzeitig auf der Strecke unterwegs sein dürfen.
Die Strecke wird vor allem für private Testfahrten oder Ausstellungen genutzt, wobei eine Etappe der Rallye du Var ebenfalls bereits dort ausgetragen wurde. 2022 startete die historische Rennserie „Les 100 Tours“ auf der Strecke.
Zur Anlage gehören auch ein Offroad-Kurs sowie eine angrenzende Kartbahn.